# Saint-Gilles (Belgia)
Saint-Gilles în franceză sau Sint-Gillis în neerlandeză (ambele sunt denumiri oficiale) sau Saint-Gilles-lez-Bruxelles respectiv Sint-Gillis-Obbrussel este una din cele 19 comune din Regiunea Capitalei Bruxelles, Belgia. Este situată în partea de centru-sud-vest a aglomerației Bruxelles, și se învecinează cu comunele Bruxelles Forest, Ixelles și Anderlecht.

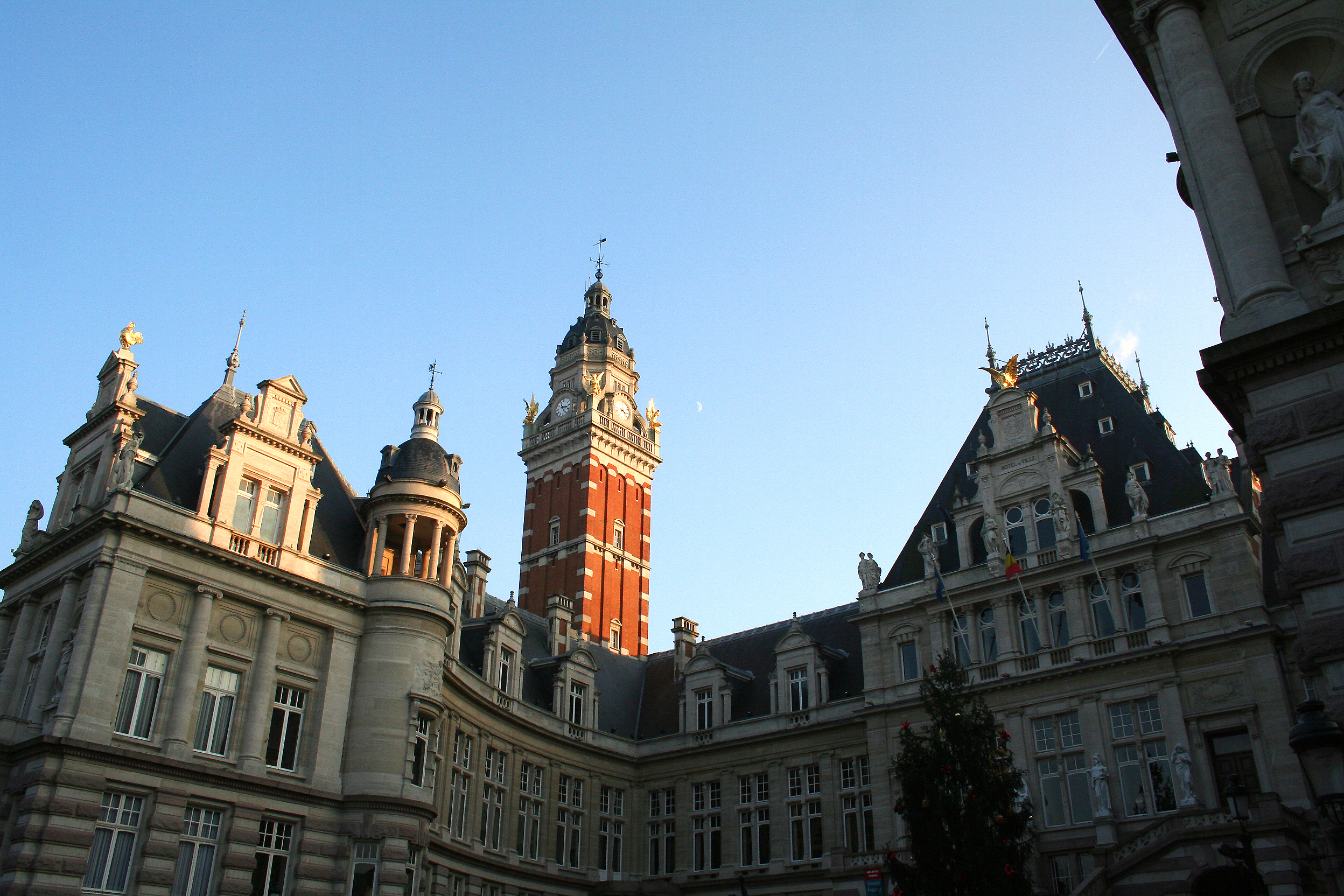
Primăria

Saint-Gilles este o comună multi-culturală cu o populație diversă. Cartierele sunt variate, cele din jurul Gării Bruxelles-Sud sunt într-o situație nu tocmai excepțională, în schimb cele din apropierea comunelor Ixelles și Uccle sunt cartiere elegante.

## Istoric
Prima denumire a localității a fost Obbrussel (Bruxelles-ul de sus). un cătun s-a dezvoltat în această zonă, la frontiera cu comuna Forest, între secolele VII și X. În 1216 cătunul devine o parohie independentă de Abația Forest, dar după 8 ani administrația cătunului a revenit rașului Bruxelles. În secolul al XVII-lea importanța cătunului crește datorită instalării unui fort de apărare. 
În perioada franceză, satul, devenit între timp Saint-Gilles după sfântul patron al acestuia, a fost integrat în comuna Uccle. În 1799 în urma unei reorganizări administrative, Saint-Gilles devine o comună propriul consiliu local. În urma stabilirii capitalei noului stat belgian la Bruxelles în 1830, caracterul satului, cunoscut timp de secole ca o zonă de cultivare a varzei, se schimbă, acesta devenind din ce în ce mai urbanizat. Populația crește semnificativ, de la 2.500 în jurul anului 1800 la peste 33.000 în 1880 și la 60.000 în 1910.
Comuna a fost complet remodelată în această perioadă, numeroase clădiri importante fiind construite. Gara Bruxelles-Sud situată inițial pe teritoriul comunei Bruxelles, este reconstruită pe teritoriul comunei Saint-Gilles. De asemenea sunt construite o nouă primărie, o nouă biserică și o pușcărie. 
Actualmente Saint-Gilles este una dintre cele mai sărace comune din Bruxelles, datorită veniturilor scăzute ale locuitorilor acesteia. Primarul comunei, Charles Picqué, care este în același timp ministrul președinte al Regiunii Capitalei Bruxelles, a demarat un proiect ce vizează remodelarea zonei din sudul comunei, și transformarea acesteia într-un pol comercial.

## Orașe înfrățite
- Puteaux, Franța;
- Esch-sur-Alzette, Luxemburg;
- Velletri, Italia;
- Offenbach am Main, Germania;
- Mödling, Austria;
- Tower Hamlets, Regatul Unit;
- Zemun, Serbia;
- Tilburg, Olanda;
- Schaffhouse, Elveția

1. ↑  Totale oppervlakte volgens het Kadasterregister, België, gewesten en provincies (în neerlandeză), Algemene Directie Statistiek[*]
2. ↑  GeoNames, accesat în 18 noiembrie 2022